# Yukuhashi
Yukuhashi (行橋市; -shi) é uma cidade japonesa localizada na prefeitura de Fukuoka.
Em 2003 a cidade tinha uma população estimada em 70 000 habitantes e uma densidade populacional de 1 002,43 h/km². Tem uma área total de 69,83 km².
Recebeu o estatuto de cidade a 10 de Outubro de 1954.
É a cidade natal do político, jornalista e historiador Suematsu Kencho.